# Liste der Kulturgüter in Waldenburg
Die Liste der Kulturgüter in Waldenburg enthält alle Objekte in der Gemeinde Waldenburg im Kanton Basel-Landschaft, die gemäss der Haager Konvention zum Schutz von Kulturgut bei bewaffneten Konflikten, dem Bundesgesetz vom 20. Juni 2014 über den Schutz der Kulturgüter bei bewaffneten Konflikten sowie der Verordnung vom 29. Oktober 2014 über den Schutz der Kulturgüter bei bewaffneten Konflikten unter Schutz stehen.
Objekte der Kategorien A und B sind vollständig in der Liste enthalten, Objekte der Kategorie C fehlen zurzeit (Stand: 1. Januar 2023).

## Kulturgüter
| Foto | | Objekt                                                      | Kat. | Typ | Standort                        | Beschreibung                                                                    |
| ---- | --- | ----------------------------------------------------------- | ---- | --- | ------------------------------- | ------------------------------------------------------------------------------- |
| ja   | Datei hochladen · Wikidata zu Ruine Waldenburg (Q2175472)                                                                  | Burgruine Waldenburg KGS-Nr.: 01534                         | A    | G   | Schlossberg 2 623730 / 247921   |                                                                                 |
| BW   | Datei hochladen · Wikidata zu Gerstelfluh, prähistorische Höhensiedlung / mittelalterliches Herrschaftszentrum (Q19362790) | Gerstelfluh KGS-Nr.: 01535                                  | A    | F   | 624600 / 247760                 | bronze- und eisenzeitliche Höhensiedlung / mittelalterliches Herrschaftszentrum |
| ja   | Datei hochladen · Wikidata zu Villa Gedeon Thommen mit Park (Q19362791)                                                    | Villa Gedeon Thommen mit Park (Villa Gelpke) KGS-Nr.: 09130 | A    | G   | Wilweg 8 623338 / 248410        |                                                                                 |
| ja   | Datei hochladen · Wikidata zu Evangelisch-reformierte Kirche (Q29681966)                                                   | Evangelisch-reformierte Kirche KGS-Nr.: 01536               | B    | G   | Hauptstrasse 43 623407 / 248049 |                                                                                 |
| BW   | Datei hochladen · Wikidata zu Statthalteramt, ehemaliger Landsitz Burgmatt (Q29682025)                                     | Statthalteramt, ehemaliger Landsitz Burgmatt KGS-Nr.: 01537 | B    | G   | Hauptstrasse 21 623462 / 248331 |                                                                                 |
| BW   | Datei hochladen · Wikidata zu Evangelisch-reformiertes Pfarrhaus (Q29681987)                                               | Evangelisch-reformiertes Pfarrhaus KGS-Nr.: 12225           | B    | G   | Pfarrgasse 10 623342 / 248070   |                                                                                 |
| ja   | Datei hochladen · Wikidata zu Untere Wacht (Q29682046)                                                                     | Untere Wacht KGS-Nr.: 12227                                 | B    | G   | Hauptstrasse 42 623390 / 248066 |                                                                                 |